# Географический факультет Белградского университета
Географический факультет Белградского университета (серб. Географски факултет Универзитета у Београду) — один из 31 факультета Белградского университета, занимающийся подготовкой специалистов в области географии, туризма, экологии, а также специалистов по планированию местности. Отсчитывает свою фактическую историю с 1893 года, хотя де-факто утверждён только в 1994 году после отделения от естественно-математического факультета.
Факультет располагается в нескольких зданиях: в здании на Студенческой площади на третьем этаже (здание принадлежит филологическому факультету); на Црвени-Крсту рядом с Институтом демографии и информационной лабораторией; в корпусе бывшего естественно-математического факультета. До 2011 года часть помещений, принадлежащих физическому факультету, использовались и географическом факультетом; с 2011 года часть занятий проводится в здании начальной школы имени Десанки Максимович в Земуне.

## История
География в Белградском университете преподаётся с 1893 года, когда известный географ Йован Цвиич основал Географический завод. До этого занятия проводились с 1853 года в лицее Крагуеваца. Первые занятия в Белградском университете прошли на философском факультете, затем перешли на естественно-математический. В 1990—1994 годах географический факультет де-юре был в составе естественно-математического, пока не отделился окончательно. В 2011 году факультет получил учебно-научную базу в селе Блажево у подножия Копаоника.
Факультетом издаются журналы «Зборник радова Географског факултета», «The environment», «Демографија», «Territorium» и «Простор».

## Структура
Образование даётся по специальностям «География», «Планирование местности» (с 1977), «Демография» (с 1999), «Геопространственные основы среды обитания» (с 2000) и «Туризм» (с 2007). Факультет состоит из пяти институтов:
- Институт географии
  - Кафедра физической географии
  - Кафедра общественной географии
  - Кафедра региональной географии
  - Кафедра картографии
  - Кафедра методики преподавания географии
- Институт планирования местности
  - Кафедра планирования местности
- Институт демографии
  - Кафедра демографии
- Институт среды обитания и географических информационных систем
  - Кафедра среды обитания
  - Кафедра географических информационных систем
- Институт туризмоведения
  - Кафедра туризмоведения